# Marceliano Santa María
Marceliano Santa María Sedano (Burgos, 18 de juny de 1866 - Madrid, 12 d'octubre de 1952) va ser un pintor espanyol, famós especialment pels seus paisatges castellans, els seus quadres d'història i els seus retrats.

## Aprenentatge a Espanya i Itàlia
Va néixer en el si d'una família de fortes conviccions religioses. El seu nom complet és Marceliano Santa María-Sedano. El seu oncle, el canonge en la catedral de Burgos Ángel Sedano, va ser el fundador del Cercle Catòlic d'Obrers de Burgos, al qual també pertanyia el seu pare, platero de professió. Des de molt petit va començar a donar mostres d'habilitat amb la pintura; cridava molt l'atenció la seva rapidesa a l'hora de dibuixar retrats. Santa María va estudiar el batxillerat a la seva ciutat natal i va assistir a l'Acadèmia Provincial de Dibuix de Burgos situada en el Passeig del Espolón, on va rebre les classes d'Isidro Gil i Evaristo Barri. Els seus pares s'oposaven a la seva vocació artística, però sempre va comptar amb el suport del seu oncle, qui li va animar a pintar assumptes religiosos.
Va estudiar a Roma entre 1891 i 1895, encara que tornava amb freqüència a Espanya. Estava pensionado per la Diputació de Burgos i durant la seva estada a Itàlia va pintar una de les seves obres més famoses: El Triomf de la Santa Creu, que es va exposar en l'Exposició Internacional de Madrid i l'Exposició Universal de Chicago (1933), on va guanyar una medalla única. Aquest llenç representa la batalla de les Navas de Tolosa i actualment es mostra en el Museu Marceliano Santa María de Burgos. Després d'aquest èxit va seguir exposant les seves obres a les principals capitals espanyoles.

## Retorn a Burgos
El 1895 torna a Espanya per establir-se a Burgos, on l'Ajuntament de Burgos li requereix per pintar quadres, murals i sostres. D'aquesta època és el seu quadre El Esquileo (conservat en el Saló d'Estrades de la Diputació Provincial de Burgos). A partir de 1900 es dedica a l'ensenyament a Burgos i crea una famosa escola de pintors que van seguir amb el seu estil. D'ells, cal ressenyar al durant molts anys director del Museu Marceliano Santa María, Jesús de l'Olmo Fernández. Durant aquesta època, el pintor va realitzar nombrosos retrats reals, retrats d'aristòcrates i burgesos locals. No obstant això, l'àlies de "Pintor de Castella" li ve pels seus innombrables paisatges, d'una sensibilitat propera a la mostrada en literatura per la Generació del 98, que considerava Castella i els seus paisatges com a medul·la d'Espanya. En aquest temps, el seu quadre més famós és Es va eixamplant Castella, que representa al Cid bandejat i presideix l'escala principal de l'ajuntament de Burgos.

## Última etapa
El 1934, Marceliano Santa María és nomenat Director de l'Escola d'Arts i Oficis de Madrid. En aquest any, rep la Medalla d'Honor en la Nacional de Belles arts. Durant la Guerra Civil, la seva salut empitjora i ha d'enginyar solucions per poder pintar, ja que li era impossible comprar els instruments necessaris. Després de la Guerra Civil va continuar la seva activitat amb molta menys intensitat i va rebre la Medalla d'Or Extraordinària del Cercle de Belles arts el 1943. També es va convertir, durant aquests anys, en mentor, protector i benefactor de joves artistes com Luis Sáez Díez.
Va morir a Madrid el 12 d'octubre de 1952

## Premis
- 1893: Medalla en l'Exposició Internacional de Chicago.
- 1901 i 1910: Primera Medalla de l'Exposició Nacional de Madrid.
- 1929: Medalla d'Or en l'Exposició Internacional de Sevilla.
- 1934: Medalla d'Honor en l'Exposició Nacional de Madrid.
- 1943: Medalla d'Or Extraordinària del Cercle de Belles arts de Madrid.

## Museu Marceliano Santa María
A Burgos hi ha un museu amb el seu nom, dedicat exclusivament a la seva obra. Es troba a l'interior del Monestir de Sant Joan. Va ser inaugurat el 29 de juny de 1966, amb quadres donats per la família del pintor.